# Liga del Fútbol Profesional Boliviano 1996
La Liga del Fútbol Profesional Boliviano 1996 è stata la 20ª edizione della massima serie calcistica della Bolivia, ed è stata vinta dal Bolívar.

## Formula
L'Apertura si divide in due fasi: dapprima due gironi da sei squadre ciascuno; essi qualificano le prime due classificate alla fase a eliminazione diretta. Nel Clausura si riformano due gruppi da sei (diversi per composizione da quelli dell'Apertura): le prime tre di ogni girone passano alla fase finale.

## Torneo Apertura

### Gruppo A
| Pos. | Squadra             | Pt | G  | V | N | P | GF | GS | DR  |
| ---- | ------------------- | -- | -- | - | - | - | -- | -- | --- |
| 1.   | The Strongest       | 25 | 14 | 7 | 4 | 3 | 31 | 15 | +16 |
| 2.   | Real Santa Cruz     | 24 | 14 | 7 | 3 | 4 | 17 | 14 | +3  |
| 3.   | Deportivo Municipal | 20 | 14 | 6 | 2 | 6 | 20 | 20 | 0   |
| 4.   | Wilstermann         | 18 | 14 | 4 | 6 | 4 | 21 | 20 | +1  |
| 5.   | Guabirá             | 13 | 14 | 3 | 4 | 7 | 16 | 24 | -8  |
| 6.   | Ind. Petrolero      | 10 | 14 | 2 | 4 | 8 | 15 | 29 | -14 |

### Gruppo B
| Pos. | Squadra           | Pt | G  | V | N | P | GF | GS | DR  |
| ---- | ----------------- | -- | -- | - | - | - | -- | -- | --- |
| 1.   | Oriente Petrolero | 29 | 14 | 9 | 2 | 3 | 36 | 15 | +21 |
| 1.   | Bolívar           | 25 | 14 | 7 | 4 | 3 | 31 | 19 | +12 |
| 3.   | San José          | 23 | 14 | 6 | 5 | 3 | 24 | 18 | +6  |
| 4.   | Chaco Petrolero   | 20 | 14 | 6 | 2 | 6 | 22 | 29 | -7  |
| 5.   | Stormer's         | 14 | 14 | 3 | 5 | 6 | 21 | 30 | -9  |
| 6.   | Destroyers        | 9  | 14 | 2 | 3 | 9 | 10 | 31 | -21 |

### Semifinali

#### Andata
| Arbitro: | Peña |

|            |           |            |
| Castro 86’ | Marcatori | 70’ Melgar |

| Arbitro: | Luna |

|  |           |                              |
|  | Marcatori | 58’ Angulo 62’, 89’ Castillo |

#### Ritorno
| Arbitro: | Saucedo |

|                                |           |  |
| Peña 44’, 75’ Edú Monteiro 60’ | Marcatori |  |

| Arbitro: | Ortubé |

|             |           |           |
| Aramayo 19’ | Marcatori | 89’ Cueto |

### Finale

#### Andata
| Arbitro: | Aliaga |

|                                 |           |  |
| Antelo 5’, 83’ Ramallo 46’, 76’ | Marcatori |  |

#### Ritorno
| Arbitro: | Aliaga |

|                                    |           |  |
| Célio Alves 36’ (rig.) J. Peña 44’ | Marcatori |  |

#### Spareggio
| Arbitro: | Aliaga |

|            |                      |             |
| Antelo 15’ | Marcatori            | 87’ A. Peña |
| –          | Tiri di rigore 2 – 3 | –           |

## Torneo Clausura

### Prima fase

#### Gruppo A
| Pos. | Squadra         | Pt | G  | V | N | P | GF | GS | DR  |
| ---- | --------------- | -- | -- | - | - | - | -- | -- | --- |
| 1.   | San José        | 19 | 12 | 5 | 4 | 3 | 24 | 12 | +12 |
| 2.   | Ind. Petrolero  | 18 | 12 | 4 | 6 | 2 | 17 | 16 | +1  |
| 3.   | Destroyers      | 17 | 12 | 4 | 5 | 3 | 22 | 17 | +5  |
| 3.   | The Strongest   | 17 | 12 | 5 | 2 | 5 | 18 | 22 | -4  |
| 5.   | Chaco Petrolero | 10 | 12 | 2 | 4 | 6 | 14 | 24 | -10 |
| 6.   | Guabirá         | 9  | 12 | 2 | 3 | 7 | 14 | 25 | -11 |

#### Gruppo B
| Pos. | Squadra             | Pt | G  | V | N | P | GF | GS | DR  |
| ---- | ------------------- | -- | -- | - | - | - | -- | -- | --- |
| 1.   | Bolívar             | 30 | 12 | 9 | 3 | 0 | 31 | 6  | +25 |
| 2.   | Oriente Petrolero   | 18 | 12 | 5 | 3 | 4 | 19 | 18 | +1  |
| 3.   | Wilstermann         | 16 | 12 | 4 | 4 | 4 | 22 | 23 | -1  |
| 4.   | Deportivo Municipal | 14 | 12 | 3 | 5 | 4 | 23 | 28 | -5  |
| 5.   | Real Santa Cruz     | 13 | 12 | 3 | 4 | 5 | 21 | 26 | -5  |
| 6.   | Stormer's           | 12 | 12 | 3 | 3 | 6 | 16 | 24 | -8  |

### Play-out
| Cochabamba 4 novembre 1996                                         | Destroyers | 3 – 2         | Stormer's | Estadio Félix Capriles |
| \| \| \| \| \| Medeiros Menacho , \| Marcatori \| , Sérgio João \| |            |               |           |                        |
|                                                                    |            |               |           |                        |
| Medeiros Menacho ,                                                 | Marcatori  | , Sérgio João |           |                        |

### Fase finale
| Pos. | Squadra           | Pt | G  | V | N | P | GF | GS | DR  |
| ---- | ----------------- | -- | -- | - | - | - | -- | -- | --- |
| 1.   | Bolívar           | 17 | 10 | 4 | 5 | 1 | 15 | 7  | +15 |
| 2.   | Oriente Petrolero | 17 | 10 | 5 | 2 | 3 | 11 | 12 | -1  |
| 3.   | The Strongest     | 15 | 10 | 4 | 3 | 3 | 18 | 10 | +8  |
| 4.   | Ind. Petrolero    | 14 | 10 | 4 | 2 | 4 | 10 | 14 | -4  |
| 5.   | San José          | 12 | 10 | 3 | 3 | 4 | 13 | 11 | +2  |
| 6.   | Real Santa Cruz   | 7  | 10 | 2 | 1 | 7 | 9  | 22 | -13 |

#### Spareggio per il titolo di Clausura
| Cochabamba 18 dicembre 1996                                 | Bolívar   | 3 – 1    | Oriente Petrolero | Estadio Félix Capriles |
| \| \| \| \| \| González Sandy , \| Marcatori \| Ferreira \| |           |          |                   |                        |
|                                                             |           |          |                   |                        |
| González Sandy ,                                            | Marcatori | Ferreira |                   |                        |

### Playoff per la Coppa Libertadores
| Santa Cruz de la Sierra 22 dicembre 1996                    | Oriente Petrolero | 2 – 1   | Real Santa Cruz | Estadio Ramón Tahuichi Aguilera |
| \| \| \| \| \| Castro Ferreira , \| Marcatori \| A. Peña \| |                   |         |                 |                                 |
|                                                             |                   |         |                 |                                 |
| Castro Ferreira ,                                           | Marcatori         | A. Peña |                 |                                 |

## Verdetti
- Bolívar campione nazionale
- Bolívar e Oriente Petrolero in Coppa Libertadores 1997
- Stormer's retrocesso
- Blooming promosso dalla seconda divisione

## Classifica marcatori
| Gol |  |  | Giocatore              | Squadra             |
| --- |  |  | ---------------------- | ------------------- |
| 16  |  |  | Dimas Flores           | Deportivo Municipal |
| 15  |  |  | Roly Paniagua          | San José            |
| 15  |  |  | Sérgio João            | Stormer's           |
| 14  |  |  | Víctor Antelo          | The Strongest       |
| 14  |  |  | Adhemir Méndez         | Oriente Petrolero   |
| 13  |  |  | Álvaro Peña            | Real Santa Cruz     |
| 12  |  |  | Julio César Baldivieso | Bolívar             |
| 12  |  |  | Jorge Marcelo Ibáñez   | Chaco Petrolero     |
| 11  |  |  | Milton Coimbra         | Oriente Petrolero   |
| 11  |  |  | Saturnino              | The Strongest       |
| 11  |  |  | Miguel Ángel Velarde   | Bolívar             |